# Electrocardiogramă

Reprezentare schematică a unui ECG normal

ECG-ul, cu fazele corespunzătoare a sectoarelor inimii

Electrocardiograma (ECG sau EKG) este o înregistrare a activității electrice a fibrelor musculare ale inimii. Fiecare contracție a miocardului este urmarea unei excitații electrice care provine de la nodulul sinusal și transmis musculaturii inimii. Aceste modificări ale potențialelor electrice ale inimii se pot măsura la suprafața organismului, fiind prezentate printr-o imagine repetată a activității cardiace electrice. Cu ajutorul electrocardiogramei se pot enunța o serie de proprietăți și boli ale inimii.
EKG este o reprezentare grafică a activității electrice a inimii înregistrată de electrozi de suprafață.
Proprietatile celulei miocardice: automatismul, excitabilitatea, conductibilitatea si contractilitatea.
Excitabilitatea= propr. miocardului de a raspunde la stimuli prin PA propagat. In cazul cel miocardice are o proprietate aparte: este excitabila doar in diastola (in sistola= faza refractara absoluta-rol de pompa ritmica).
Activitatea electrică a celulelor cardiace: depolarizare = celulele devin încărcate (-) la exterior, și (+) la interior;   repolarizare = celulele revin la încărcarea electrică (+) la exterior, și (-) la interior.
Fazele potentialului de actiune
Depolarizarea incepe dupa atingerea potentialului prag, creste permeabilitatea pt Na si patrunderea ionilor de Na intracelular
Repolarizarea – panta descendenta
Perioada refractara- timp în care nu se obtine PA.
Perioada refractară absolută= depolarizarea si o parte din repolarizare.
Perioada refractară relativă = se poate obtine un PA  daca intensitatea stimului este suficient de mare
Depolarizarea este inițiată de un pace-maker – la normal acesta este nodul sinusal (nodul sino-atrial = NSA) – și ulterior preluată de alte celule miocardice;
Se depolarizează treptat atriile începând cu AD (AD = atriul drept); stimulul ajunge apoi la NAV (nodul atrio-ventricular) – care la normal e singura cale de comunicare electrică între atrii și ventricule, apoi în fasciculul His, ramuri, celule Purkinje, miocardiocite ventriculare – întâi zona subendocardică ulterior spre zona subepicardică.
Pace-makerul fiziologic este NSA – conține celule care au capacitate de autodepolarizare → automatism; frecvența de autodepolarizare a celulelor nodului sinusal este la normal între 60 – 100/minut (= frecvența de ‘descărcare’); există și alte celule capabile de autodepolarizare (celulele NAV, sistemului His-Purkinje) dar acestea au la normal frecvențe de descărcare mai mici decât NSA și sunt depolarizate de stimulul care ajunge de la pace-makerul cu frecvență superioară.
Repolarizarea ventriculară debutează la nivelul celulelor subepicardice, deoarece au canale de potasiu care se deschid mai repede, permițând o intrare mai rapidă a K⁺ în aceste celule. E un proces mai lent (nu se transmite de la celulă la celulă), dar nu este un proces pasiv (se consumă energie).
Deoarece în timpul perioadei de depolarizare (si de asemenea în cursul repolarizării) există în același timp (simultan),  celule încărcate (-) și celule încărcate (+), între ele se creează diferențe de potențial electric.
Activitatea electrică sumată (insumarea curentilor de depolarizare si repolarizare) a mai multor celule miocardice poate fi detectată de electrozi de suprafață si inregistrata grafic in EKG.
Derivațiile
Sunt 12: 6 frontale (= ale membrelor) și 6 ale planului orizontal (sau precordiale).
Derivațiile planului frontal
folosesc electrozi așezați pe membre = se mai numesc derivații ale membrelor.
Se subîmpart în 2 subseturi: derivații bipolare și derivații unipolare ale membrelor.
Derivațiile bipolare = utilizează 2 electrozi exploratori (= electrozi care înregistrează diferențe de potențial), situați la distanță egală de cord:
DI = înregistrează diferențele de potențial între MS (membrul superior) drept și MS stâng; electrodul negativ este plasat pe MS drept, cel pozitiv pe MS stâng; axa derivației DI este linia imaginară care unește cei 2 electrozi.
DII = înregistrează diferențele de potențial între MS drept și MI (membrul inferior) stâng; electrodul (-) este plasat pe MS drept, cel (+) pe gamba stg.; axa derivației DII este linia imaginară care unește cei 2 electrozi.
DIII = înregistrează diferențele de potențial între MS stg. și MI stg.; electrodul (-) pe MS stâng, cel (+) pe gamba stg.; axa derivației DIII este linia imaginară care unește cei 2 electrozi.
Sensul acestor axe este prin convenție spre electrodul pozitiv.
Orice axă de derivație bipolară înregistrează conform polarității sale deflexiuni (+) și (-), mijlocul axei reprezentând punctul zero electric; aceste derivații înregistrează proiecții în planul frontal ale vectorilor câmpului electric cardiac.
De la mijlocul axei de derivație a unei derivații bipolare (punctul zero) spre electrodul pozitiv este partea pozitivă a axei.
De la mijlocul axei de derivație a unei derivații bipolare (punctul zero) spre electrodul negativ este partea negativă a axei.
Combinarea celor 3 axe ale derivațiilor bipolare = un sistem triaxial = Δ Einthoven (echilateral).
Derivațiile unipolare ale membrelor
Într-o derivație unipolară un singur electrod este explorator, el fiind situat intr-un anumit punct al câmpului electric pe care vrem să-l explorăm.
Al doilea electrod are contribuție redusă în explorare = electrod indiferent care teoretic trebuie introdus în centrul câmpului cardiac unde potențialul câmpului = 0.
Sistemul Wilson -  creează un centru electric artificial (cu potențial zero) scurtcircuitând cei 3 electrozi utilizați în derivațiile bipolare (cu rezistențe de 5000 ohmi; punctul de contact ale celor 3 cabluri = borna centrală terminală (“central terminal”); acest sistem însă determină înregistrarea unor deflexiuni de amplitudine mică; se notează VR, VL, VF
Sistemul Goldberger pornește de la sistemul Wilson dar scoate rezistența de 5 Kohmi de pe cablul derivației în curs de înregistrare sau scoate din borna centrală terminală cablul care scurtcircuitează derivația respectivă = > derivații  unipolare amplificate a membrelor; se notează aVR, aVL, aVF.
Unipolara MS drept = aVR = plasarea electrodului explorator pe MS drept și cel indiferent în borna centrală terminală; axa derivației aVR = linia imaginară care unește electrodul de pe MS drept cu centrul electric cardiac (artic.  radio-carpiana  dr.) – ROSU
Unipolara MS stâng = aVL = electrodul explorator pe MS stâng, electrodul indiferent în “central terminal”; axa derivației aVL e reprezentată de linia imaginară care unește electrodul de pe MS stâng cu centrul electric cardiac.  (artic.  radio-carpiana  stg.) – GALBEN
Unipolara MI stâng = aVF = electrodul explorator pe MI stâng și electrodul indiferent în “central terminal”; axa derivației aVF e reprezentată de linia imaginară care unește electrodul de pe MI stg. cu centrul electric cardiac. (glezna stg.) – VERDE
La mb. inferior dr. (glezna dr.) – NEGRU – fara rol de inregistrare, doar pentru diminuarea parazitarii traseului
Ultima literă din denumirea acestor derivații ne arată localizarea electrodului explorator: R = Right = MS drept; L = Left = MS stâng; F = Foot = MI stâng. Litera ‘a’ de la început provine de la amplificat/augmentat (vezi sistemele Wilson și Goldberger).
Segmentul pozitiv al unei axe unipolare este dinspre centrul câmpului electric (zero) spre electrodul explorator; prelungirea în sens opus centrului electric reprezintă segmentul negativ al axei respective.
Prin combinarea celor 2 sisteme triaxiale (se translează dreptele sistemului Einthoven a.î. să se intersecteze toate cele 6 axe în punctul 0 electric) se obține un nou sistem de axe = hexaaxial, în care se formează unghiuri de 30° între drepte; respectiv 3 perechi de perpendiculare: DI cu aVF, DII cu aVL și DIII cu aVR.
Derivațiile DI și aVL sunt numite și derivații stângi sau laterale (ale planului frontal); DII, aVF și DIII mai sunt numite și derivații inferioare
Derivațiile planului orizontal = precordiale
Sunt derivații unipolare:  electrodul explorator situat în anumite puncte de pe torace, iar cel indiferent în borna centrală terminală.
Punctele de fixare ale electrozilor pe torace sunt desemnate prin convenție; standard sunt utilizate 6; se mai pot folositi adițional alți electrozi în anumite circumstanțe.
Cele 6 puncte toracice standard de fixare:
- Punctul 1 - Spațiul 4 intercostal parasternal drept
- Punctul 2 - Spațiul 4 intercostal parasternal stâng
- Punctul 3 - La ½ distantei  între punctele 2 și 4
- Punctul 4 - Spațiul 5 intercostal stâng pe linia medioclaviculară
- Punctul 5 - Spațiul 5 intercostal stâng pe linia axilară anterioară
- Punctul 6 - Spațiul 5 intercostal stâng pe linia axilară medie

La stabilirea acestor puncte s-a pornit de la o teorie a potențialelor locale după care punctele 1 și 2 explorează VD (VD = ventricul drept), punctul 3 explorează septul interventricular, iar punctele 4 - 6  VS (VS = ventricul stâng).
În anumite cazuri se mai pot adăuga:
- Pentru derivații posterioare (ex. suspiciune IMA de perete posterior)
- punctul 7 – spațiul 5 intercostal stâng pe linia axilară posterioară,
- punctul 8 - spațiul 5 intercostal stâng pe verticala coborâtă din vârful omoplatului
- punctul 9 – spațiul 5 intercostal stg. paravertebral
- Pentru derivații precordiale drepte (ex. se utilizează când se suspicionează IMA de ventricul drept) cu electrozii exploratori situați în hemitoracele drept în punctele echivalente (simetrice față de linia mediană) derivațiilor din hemitoracele stâng – 3R, 4R, 5R.

Derivațiile precordiale se notează cu V + numărul punctului corespondent (V1- corespunde punctului 1… V6 pentru punctul 6; derivațiile  drepte: V3R, V4R etc.).
Axele de derivație ale planului orizontal se intersectează în punctul 0 electric. Ca și pentru unipolarele membrelor, de la punctul zero spre electrodul pozitiv este partea pozitivă a axei, iar partea opusă este partea negativă a axei.
V1 și V2 se mai numesc și derivații precordiale drepte, iar V5 și V6 precordiale stângi.
V1, V2, V3, V4 se mai numesc și anterioare.
Traseul electrocardiografic normal prezinta:
- deflexiuni (unde):  pozitive sau negative (undele P,T, U, complexul QRS),
- segmente – linii izoelectrice aflate intre doua unde succesive
- intervale - segmentul si deflexiunea/deflexiunile adiacente.
Reprezentarea grafica pe hartie milimetrica
Analiza undei:  amplitudine, durata, morfologie, axa electrica in plan frontal

## Istorie
În anul 1843 Carlo Matteucci descoperă activitatea electrică a inimii datorită experimentelor făcute pe inimile unor porumbei. În 1882, fiziologul Augustus Desiré Waller face pentru prima dată un EKG cu ajutorul soluției conducătoare de curent, clorură de argint, cainelui sau Jimmy. In 1887 cu ajutorul unui electrometru capilar (inventat 1873 de Lippmann), Augustus Desiré Waller a putut înregistra pentru prima dată fluxurile inimii.
Instrumentele pentru electrocardiogramă urmau să fie semnificativ îmbunătățite de Willem Einthoven, iar din anul 1903 au fost întroduse pentru diagnosticare în clinici. Tehnologia introdusă de el se folosește si în prezent.
EKG-ul este un procedeu de testare neinvaziv, care se poate efectua oricand si aproape oriunde.